# Patricia C. Wrede
Œuvres principales
- Série Lyra
- Série The Enchanted Forest Chronicles
- Novélisation des épisodes de Star Wars

Patricia C. Wrede, née Patricia Collins le 27 mars 1953 à Chicago dans l'Illinois, est une romancière américaine spécialisée en fantasy.
Elle a été proposée à deux reprises en 1990 et 1991 au prix Locus du meilleur roman de fantasy puis au prix James Tiptree Jr. en 1996, sans être lauréate.

## Biographie
Patricia Collins est aînée de cinq enfants.
Elle sort diplômée du Carleton College en 1974 avec une maîtrise (Master I) en biologie.
Elle épouse en 1976 James Wrede, dont elle divorcera en 1991, et obtient un diplôme de troisième cycle en 1977.
Elle rédige son premier livre en 1978, travaillant en semaine comme analyste financière.
Elle est membre fondateur des Scribblies, avec Pamela Dean (en), Will Shetterly (en), Nate Bucklin, Emma Bull et Steven Brust en janvier 1980.
Elle vend son premier livre chez Ace Books en avril 1980, qui l'édite en 1982.
En 1985, après la publication de son cinquième livre, elle devient romancière à plein-temps.
En 2009, elle donne ses archives au département des livres rares et des collections de l'université de l'Illinois.
Elle est végétarienne et vit à Minneapolis, dans le Minnesota. Elle n'a jamais eu d'enfant.

## Œuvres

### SérieLyra
Ces romans ont en commun de se dérouler sur un monde dénommé Lyra. Les romans peuvent être lus indépendamment les uns des autres.
- (en) Shadow Magic, 1982
- (en) Daughter of Witches, 1984
- (en) The Harp of Imach Thyssel, 1985
- (en) Caught in Crystal, 1987
- (en) The Raven Ring, 1994
- (en) Shadows over Lyra, 1997Édition omnibus révisée et augmentée, réunissant les trois premiers romans

### SérieCendorine
Cette série met en scène la princesse Cimorene (en VF Cendorine), qui devient princesse des dragons, sauve les dragons, tombe amoureuse et parvient à sauver la Forêt enchantée. Il est à noter que la version française a été abrégée.[réf. nécessaire]
- Cendorine et les Dragons, Bayard Jeunesse, 2004 ((en) Dealing with Dragons, 1990)
- Cendorine contre les sorciers, Bayard Jeunesse, 2005 ((en) Searching for Dragons, 1991)
- (en) Calling on Dragons, 1993
- (en) Talking to Dragons, 1985Édition révisée publiée en 1995

### SérieCecelia and Kate
Dans cette série coécrite avec Caroline Stevermer, les deux auteurs narrent les romans à la première personne du singulier et, chose rare dans le monde de la fantasy, ceux-ci sont écrits sous forme épistolaire (lettres).
- (en) Sorcery and Cecelia or The Enchanted Chocolate Pot : Being the Correspondence of Two Young Ladies of Quality Regarding Various Magical Scandals in London and the Country, 1988Réédité en 2003
- (en) The Grand Tour or The Purloined Coronation Regalia : Being a Revelation of Matters of High Confidentiality and Greatest Importance, Including Extracts from the Intimate Diary of a Noblewoman and the Sworn Testimony of a Lady of Quality, 2004
- (en) The Mislaid Magician or Ten Years After : Being the Private Correspondence Between Two Prominent Families Regarding a Scandal Touching the Highest Levels of Government and the Security of the Realm, 2006

### SérieMagic and Malice
- (en) Mairelon the Magician, 1991
- (en) Magician's Ward, 1997
- (en) Magic and Malice, 1999Édition omnibus des deux premiers romans
- (en) A Matter of Magic, 2010Édition omnibus au format poche des deux premiers romans précédents

### SérieFrontier magic
- (en) Thirteenth Child, 2009
- (en) Across the Great Barrier, 2011
- (en) The Far West, 2012

### UniversStar Wars
Il s'agit des novélisations pour la jeunesse des trois premiers épisodes.
- Star Wars, épisode I : La Menace fantôme, Pocket junior, 1999 ((en) Star Wars, Episode I – The Phantom Menace, 1999)
- Star Wars, épisode II : L'Attaque des clones, Pocket junior, 2002 ((en) Star Wars, Episode II – Attack of the Clones, 2002)
- Star Wars, épisode III : La Revanche des Sith, Pocket junior, 2005 ((en) Star Wars, Episode III – Revenge of the Sith, 2005)

### Romans indépendants
- (en) The Seven Towers, 1984
- (en) Snow White and Rose Red, 1989Conte de fantasy
- (en) Book of Enchantments, 1996